# CfA Redshift Survey

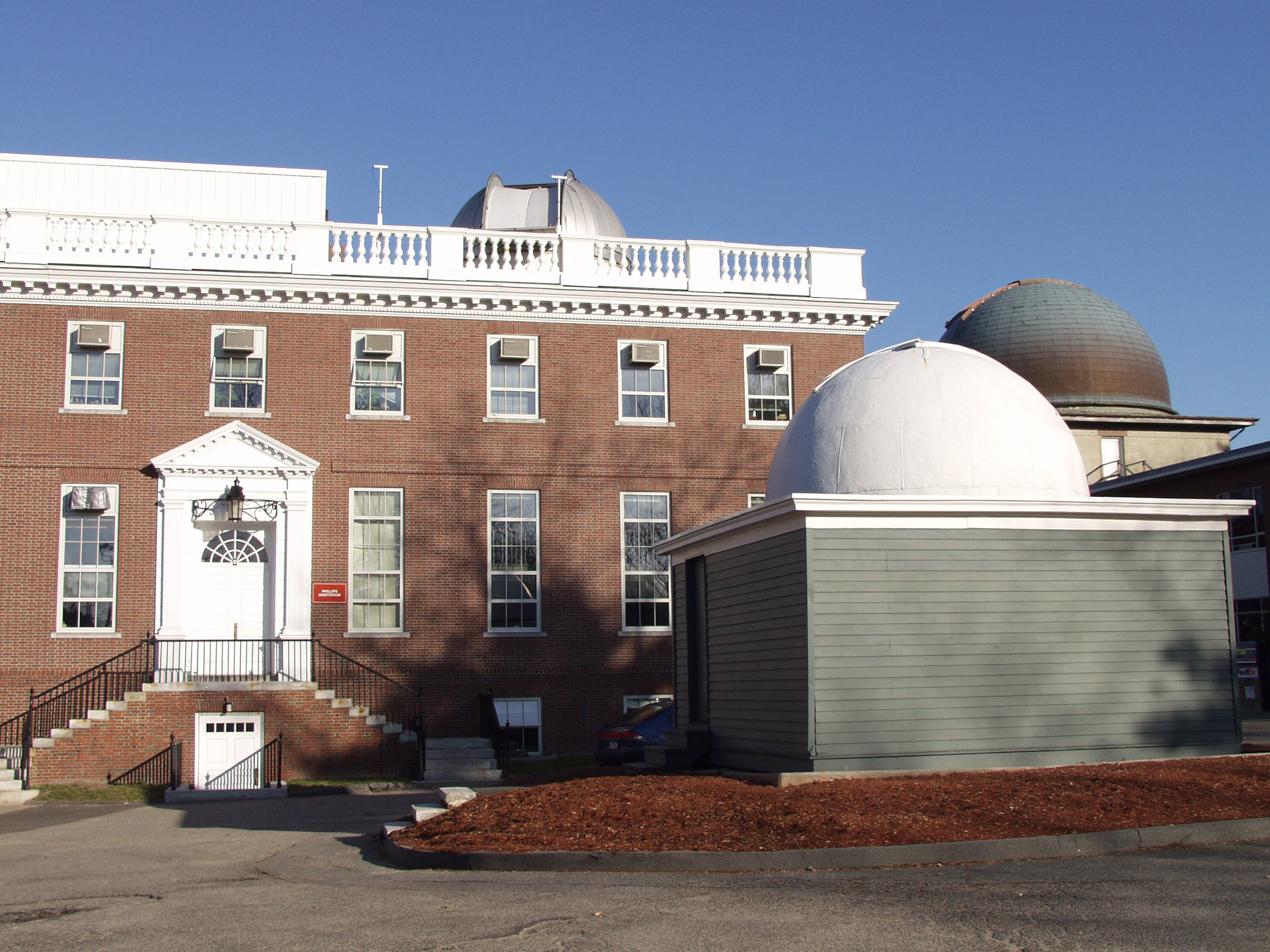
Centre d'Astrophysique de Harvard (CfA)

Le Center for Astrophysics (CfA) Redshift Survey (Relevé du décalage vers le rouge du CfA) fut la première tentative de cartographier les structures à grande échelle de l'Univers. Il commença en 1977, la première phase de collecte des données s'étant achevée en 1982. Les données du second CfA survey (1985–95) ont permis de découvrir en 1989 le Grand Mur, un superamas de galaxies entouré par des vides qui ont surpris les astronomes car leur taille était plus grande que celle qui aurait pu être produite par effondrement gravitationnel depuis le début de l'Univers. Depuis, les superamas sont considérés comme des effets des fluctuations quantiques de l'époque inflationnaire de l'Univers.